# Christian Schaevius
Christian Ferdinand Schaevius, Christian Francewicz Szewius, ros. Христиан Францевич Шевиус (ur. w 1732 lub 1733 lub 1734, zm. w 1788) - dyplomata rosyjski. 
Kształcił się w domu, studiował łacinę, francuski i rosyjski. W 1751, został przyjęty do Kolegium Spraw Zagranicznych (Коллегия иностранных дел) na etat junkra kolegialnego. W okresie lat 1755-1757 pełnił funkcję ministra-rezydenta Rosji w Gdańsku. Następnie, ponownie był urzędnikiem Kolegium (1765).